# Chone (canton)
Chone est un canton d'Équateur situé dans la province de Manabí.